# Xã Olive, Quận Madison, Illinois
Xã Olive (tiếng Anh: Olive Township) là một xã thuộc quận Madison, tiểu bang Illinois, Hoa Kỳ. Năm 2010, dân số của xã này là 1.785 người.